# Rasmus Hansson (stortingsledamot)
Rasmus Johan Michael Hansson, född 4  september 1954 i Bærum, är en norsk biolog och politiker (Miljøpartiet De Grønne). Han har varit ledamot av Stortinget för Oslo valkrets sedan 2013. Därigenom är han Miljøpartiet De Grønnes första stortingsrepresentant. Han är ledamot i Stortingets kontroll- och konstitutionsutskott, energi- och miljöutskott, utvidgade utrikes- och försvarsutskott samt i fullmaktsutskottet.
Tidigare har han bland annat varit generalsekreterare för Stiftelsen WWF Verdens Naturfond (WWF-Norge) 2000–2012, förste konsulent på Miljøverndepartementet, avdelningsdirektör och direktör för miljöförvaltningen vid Norsk Polarinstitutt och avdelningsdirektor för NORAD:s miljöprogram. Han har publicerat en rad populärvetenskapliga artiklar och fackartiklar om miljöskydd, Arktis med mera.
Hansson är utbildad biolog från Universitetet i Oslo och Norges teknisk-naturvetenskapliga universitet. Han har också graduate diploma i internationell politik och graduate certificate i business administration från La Trobe University i Melbourne i Australien. Hans far var skådespelaren Knut M. Hansson.